# Batalla de Sprimont
La batalla de Sprimont, Batalla d'Esneux o Batalla de l'Ourthe va ser una batalla entre tropes republicanes franceses i austríaques a la plana entre les valls del Vesdre, l'Ourthe i l'Amel, a 20 km al sud de Lieja. Va ser els dies 17 i 18 de setembre de 1794 i van guanyar els republicans francesos. La batalla va acabar l'Antic Règim al que ara és Bèlgica, que llavors eren els Països Baixos austríacs, el Principat de Lieja i el Principat de Stavelot-Malmedy. Les tropes franceses van foragitar les austríaques que ocupaven aquella plana, encara que els francesos van patir grans pèrdues. S'associen amb la batalla els pobles de Sprimont, Esneux, Fontin i la Cota de La Redoute (un dels ports principals de la cursa Lieja-Bastogne-Lieja), que deu el nom a un reducte que es va utilitzar durant la batalla.

## Desenvolupament de la batalla
Els francesos, posicionats a la riba esquerra de l'Amel i després de l'Ourthe de Nonceveux a Esneux, prenen en successius combats, sobretot a Aywaille, i Remouchamps, les diferents posicions de la riba dreta, forçant els austríacs a replegar-se cap al nord (val del Vesdre), i després cap a Alemanya.
Llavors, els austríacs van marxar de Lieja i del fort de la Chartreuse, des d'on sis setmanes abans (del 28 al 30 de juliol) havien bombardejat el barri d'Amercœur com a represàlia a les simpaties revolucionàries.
Es van col·locar nombroses peces d'artilleria a banda i banda als pujols del baix Amel.

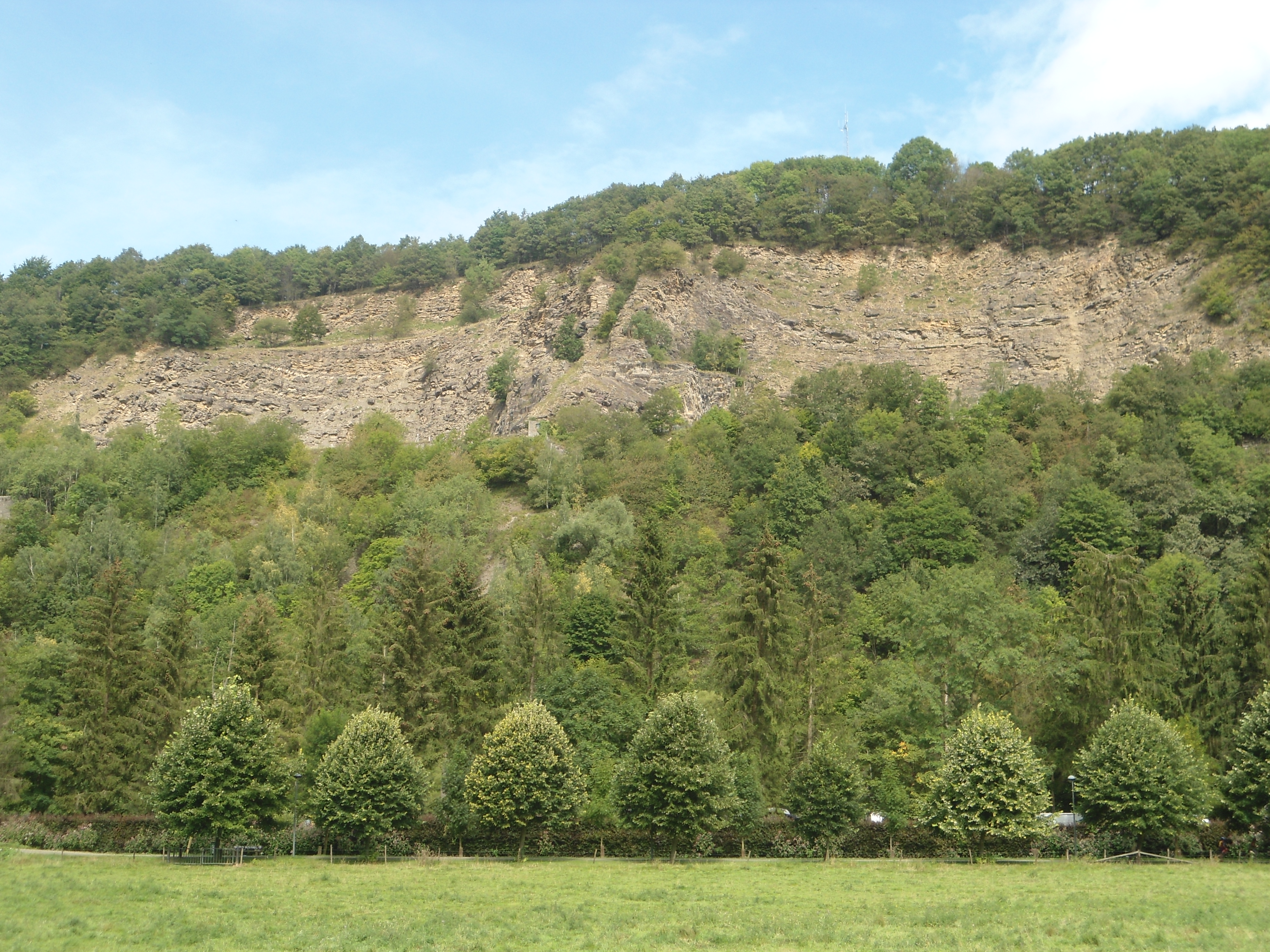
Els penya-segats de la Heid des Gattes, que dominen la riba nord de l'Amel entre Aywaille i Remouchamps, que van escalar les tropes revolucionàries per atacar les tropes imperials